# فيتانتونيو ليوزي
فيتانتونيو ليوزي (بالإيطالية: Vitantonio Liuzzi)‏ مواليد 6 أغسطس 1980، هو سائق فورملا 1 إيطالي سابق كان قد بدأ مسيرته الاحترافية سنة 2005. كان أول سباق له هو جائزة ألمانيا الكبرى 2005. خاض خلال مسيرته 81 سباقاً.

## سباقات شارك فيها
- بطولة فورمولا 3 الألمانية
- سوبر فورمولا
- بطولة العالم للكارتينغ
- بطولة العالم للتحمل
- بطولة فورمولا إي

## روابط خارجية
- فيتانتونيو ليوزي على موقع Racing-Reference.info (الإنجليزية)
- فيتانتونيو ليوزي على موقع DriverDB.com (الإنجليزية)
- فيتانتونيو ليوزي على موقع CONI honoured athlete website (الإيطالية)